# Simone Weil
Simone Adolphine Weil (/ˈvɛj/ o /ˈvɛi/; in francese [simɔn adɔlfin vɛj]; Parigi, 3 febbraio 1909 – Ashford, 24 agosto 1943) è stata una filosofa, mistica e scrittrice francese, la cui fama è legata, oltre che alla vasta produzione saggistico-letteraria, alle drammatiche vicende esistenziali che ella attraversò, dalla scelta di lasciare l'insegnamento per sperimentare la condizione operaia, fino all'impegno come attivista partigiana, nonostante i persistenti problemi di salute.
Sorella del matematico André Weil, fu vicina al pensiero anarchico e all'eterodossia marxista. Ebbe un contatto diretto, sebbene conflittuale, con Lev Trockij, e fu in rapporto con varie figure di rilievo della cultura francese dell'epoca. Nel corso del tempo, legò sé stessa all'esperienza della sequela cristiana, pur nel volontario distacco dalle forme istituzionali della religione, per fedeltà alla propria vocazione morale di presenziare fra gli esclusi. La strenua accettazione della sventura, tema centrale della sua riflessione matura, ebbe a essere, di pari passo con l'attivismo politico e sociale, una costante delle sue scelte di vita, mosse da una vivace dedizione solidaristica, spinta fino al sacrificio di sé.
La sua complessa figura, accostata in seguito a quelle dei santi, è divenuta celebre anche grazie allo zelo editoriale di Albert Camus, che dopo la morte di lei a soli 34 anni, ne ha divulgato e promosso le opere, i cui argomenti spaziano dall'etica alla filosofia politica, dalla metafisica all'estetica, comprendendo alcuni testi poetici.

## Biografia

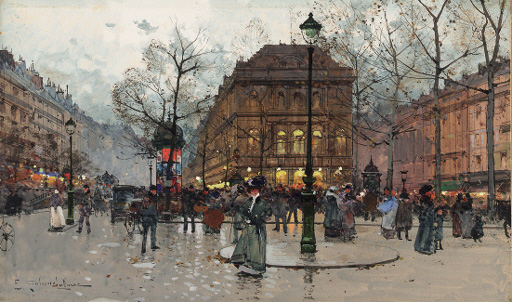
Uno scorcio della Parigi del 1909, anno di nascita della Weil. Pensando all'incontro fra suo padre e sua madre, scriverà: «C'è forse una sola cosa in me che non abbia la sua origine in quell'incontro? Solo Iddio. E anche la mia idea di Dio ha la sua origine in quell'incontro».

### Infanzia e adolescenza
Figlia di un medico di origini ebraiche, l'alsaziano Bernard Weil, e della russo-belga Selma Reinherz, entrambi agnostici, Simone Weil nasce il 3 febbraio 1909 a Parigi. Riceve un'istruzione laica, raffinata e dal respiro internazionale, ma severa.
La sua salute è cagionevole. Contemporaneamente a suo fratello André, si ammala di appendicite a tre anni e di rosolia a cinque, ma in entrambi i casi sviluppa la malattia in modo molto più grave, e rischia la vita in entrambe le occasioni. Il biologo Il'ja Il'ič Mečnikov, direttore dell'Istituto Pasteur, è un amico di famiglia, e spiega ai genitori il pericolo insito nei germi; per questo motivo, la madre inizia a vietare gli abbracci dei bambini con parenti e conoscenti. Per tutta la vita, Simone proverà una certa forma di disgusto verso i contatti stretti. Il fratello André evidenzierà in proposito: «I miei genitori svilupparono una fobia per i microbi, che mia sorella durante la sua infanzia spinse all'estremo».
Già a cinque anni e mezzo, rabbrividendo mentre sua madre la lava in novembre nella casa priva di riscaldamento, ripete a sé stessa le parole di Turenne: «Che hai da tremare, carcassa?» Scriverà di questo periodo, trascorso con il fratello:

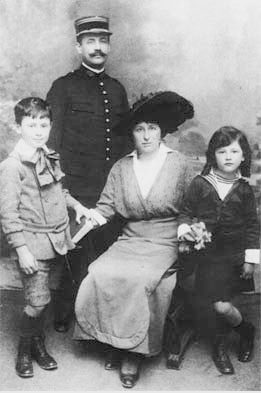
La famiglia Weil nel 1916

A nove anni viene premiata come migliore della classe, ma non può partecipare alla cerimonia perché ammalata di pertosse. A dieci anni rimane impressionata da come il trattato di Versailles avesse umiliato il nemico sconfitto, tanto da sviluppare, sin da bambina, una vena critica verso il patriottismo e un'istintiva indignazione verso ogni forma di costrizione. Durante tutto l'anno scolastico 1920-21 i genitori le fanno prendere lezioni in casa perché convinti che sia troppo debole per frequentare la scuola. Così ne presenterà l'infanzia il critico letterario Pietro Citati:
Il suo fratello maggiore André dimostra un precoce talento matematico e in famiglia è reputato un genio (supererà l'esame di maturità a 13 anni). Simone lo ama e lo invidia e insieme con lui legge le fiabe dei fratelli Grimm, che saziano le sue giornate. In particolare, durante un periodo di convalescenza trascorso a letto, la emoziona più di altre la storia Maria d'oro e Maria di catrame, dove la protagonista, dovendo scegliere se passare per una porta d'oro o una di catrame, risponde che le va bene quella di catrame e, inaspettatamente, viene coperta d'oro. Questo epilogo morale, affine agli insegnamenti del Vangelo, fa breccia nella sensibilità della Weil e le sarà di conforto nei momenti di disperazione. Ella apprende inoltre come mascherare la sofferenza: si impone di non piangere e, quando le è impossibile trattenersi, afferma prontamente: «Non è pianto, è rabbia».

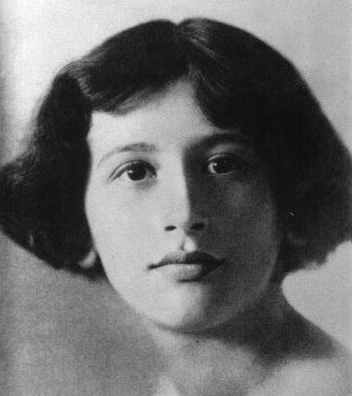
Simone Weil a 12 anni, nel 1921

Con André, che per primo le insegna a leggere, impara a memoria la commedia del Cyrano, e insieme la declamano, scambiandosi le parti, di fronte ai genitori. Da questi, lei e il fratello non ricevono giocattoli, ma soltanto libri come mezzo di evasione e spunto d'inventiva. Una volta, ad esempio, emulando la condotta stoica, i due ragazzi prendono la decisione di non portare le calze d'inverno, per temprare l'organismo, ottenendo però l'effetto contrario: a Simone le gambe diventano blu.
Negli anni venti si idolatrano gli atleti e la buona salute. Su richiesta del padre Bernard, un professore di ginnastica passa due volte a settimana a casa dei Weil per far fare educazione fisica ai due ragazzi. Fino all'adolescenza, Simone pratica sport di gruppo, fra cui il rugby. D'altra parte ella soffre, fin dall'adolescenza, di forti e ricorrenti emicranie; a quattordici anni si scontra con la sua prima crisi esistenziale. La ragazza si convince di esser stata avvelenata nel corso della prima infanzia, spiegando ai conoscenti che «per questo sono tutta da rifare». Come forma di ribellione, assume un aspetto trasandato e mascolino, decisamente contrario alle convenzioni borghesi. Anche per senso di competizione verso il fratello, si firma nelle lettere ai genitori con l'espressione «il vostro figlio devoto», e la madre Selma, stando al gioco, declina al maschile il nome di lei, chiamandola «Simon». Eppure la giovane è considerata, per la sua bellezza, un soggetto degno di Murillo, tanto che ai genitori viene consigliato di farle fare del cinema. Ricorderà così la crisi dei quattordici anni:

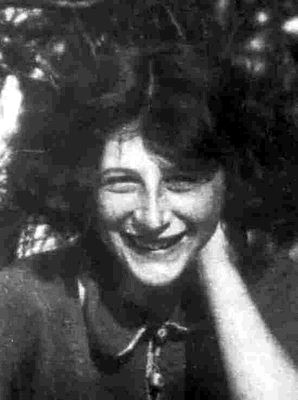
Simone Weil in uno scatto giovanile del 1922. André Gide la definirà «la santa degli esclusi», mentre Graham Greene vedrà in lei, anche da adulta, un'impetuosa adolescente.

Fra il 1919 e il 1928 studia in diversi licei parigini. Nel 1928 è ammessa all'École normale supérieure, dove ha come professori di filosofia René Le Senne e Alain.
In particolare secondo Simone Pétrement, sua compagna di classe al liceo Henri IV, è il pensiero di Alain a influenzarla: sebbene la Weil si distanzi dalla riflessione alainiana, sviluppa tuttavia la sua filosofia proprio a partire da quella di Alain «prolungandola anche quando sembra opporvisi». I primi scritti weiliani sono degli elaborati per il maestro Alain, propriamente dei topoi (τόποι), «saggi che scrivevamo spontaneamente per lui su argomenti di nostra scelta [...]. Simone ne consegnò spesso e senz'altro vi era particolarmente interessata». Come nota il critico Marianelli, «i due topoi, elaborati all'età di sedici e diciassette anni, mostrano chiaramente la familiarità della Weil per miti e racconti popolari che riempivano da bambina le sue giornate». Precisamente attorno al tema del mito si gioca la presa di distanza della Weil dal maestro Alain:

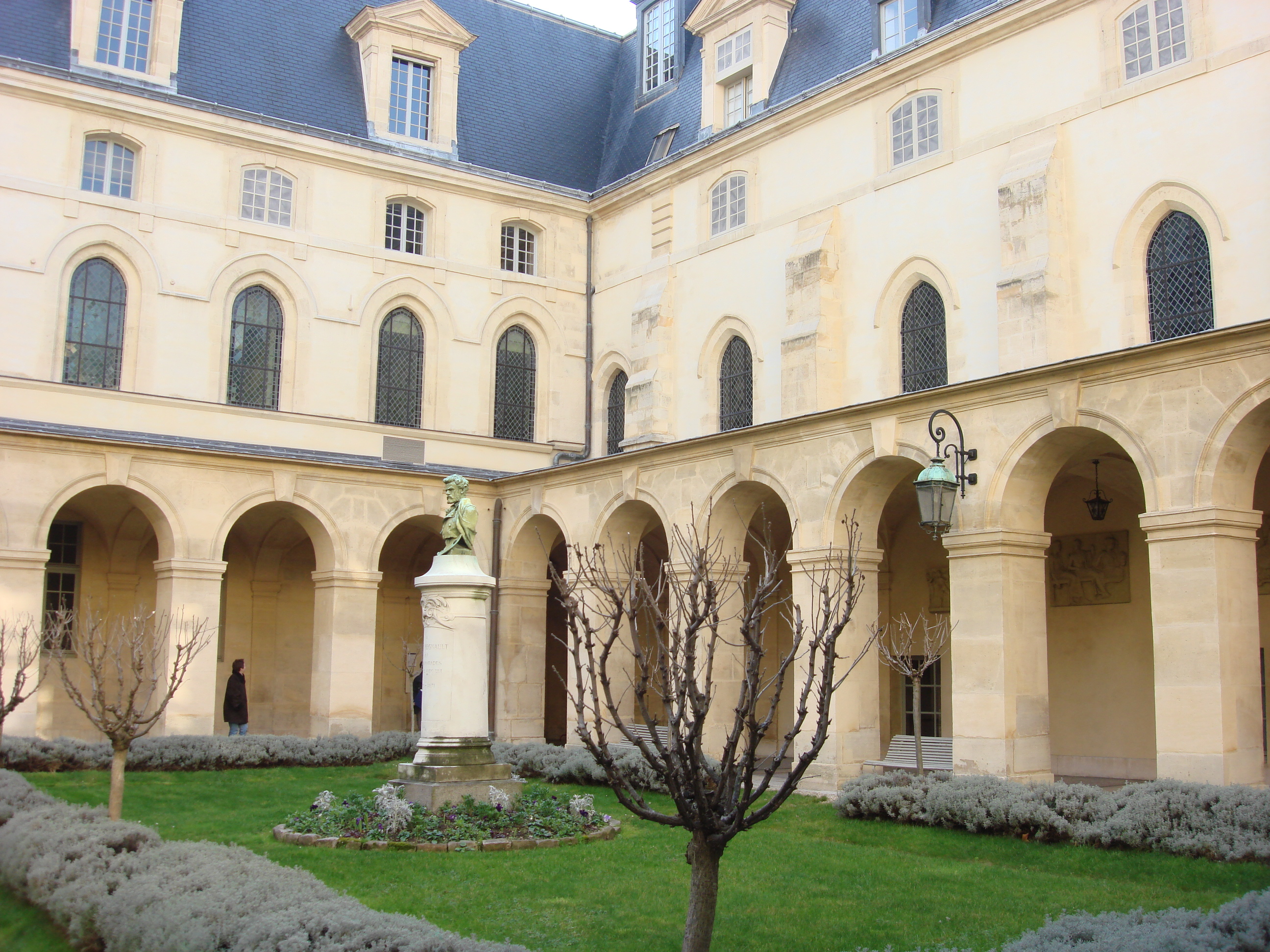
Chiostro liceale frequentato dalla Weil, che scriverà: «Ciò che vale è unicamente la veglia, l'attesa, l'attenzione. Fortunati dunque coloro che dedicano l'adolescenza e la gioventù soltanto a sviluppare questo potere d'attenzione».

Attratta dal senso formale di Cartesio, cui dedicherà la propria tesi, ella mostra un rigore che la distingue dai suoi coetanei, dei quali, pur condividendo gli interessi politici, teme l'amicizia e gli slanci amorosi; pensa infatti che, proprio nell'amore, si annidino il desiderio di dominio, il narcisismo, l'impurità – e che esso, come la vera amicizia, debba restare segreto – avvertendo una vocazione alla verginità:
«L'amicizia è guardare da lontano e senza accostarsi», annota in seguito, compenetrata dell'idea che la distanza sia la misura da rispettare in rapporto ai beni preziosi e che questi non debbano essere cercati, ma attesi. Introdotta da Alain ad amare Platone e Kant, dal cui pensiero non si sarebbe più slegata, viene soprannominata «la marziana» per la sua diversità, ed è presto ribattezzata «l'imperativo categorico in gonnella». La Pétrement riferisce le sue parole «a proposito di quelli che non vivono in conformità coi loro princìpi: "Quel che non sopporto è che si transiga". Faceva a quell'epoca un gesto della mano, orizzontale e come per tagliare, che sembrava l'espressione stessa della sua intransigenza».

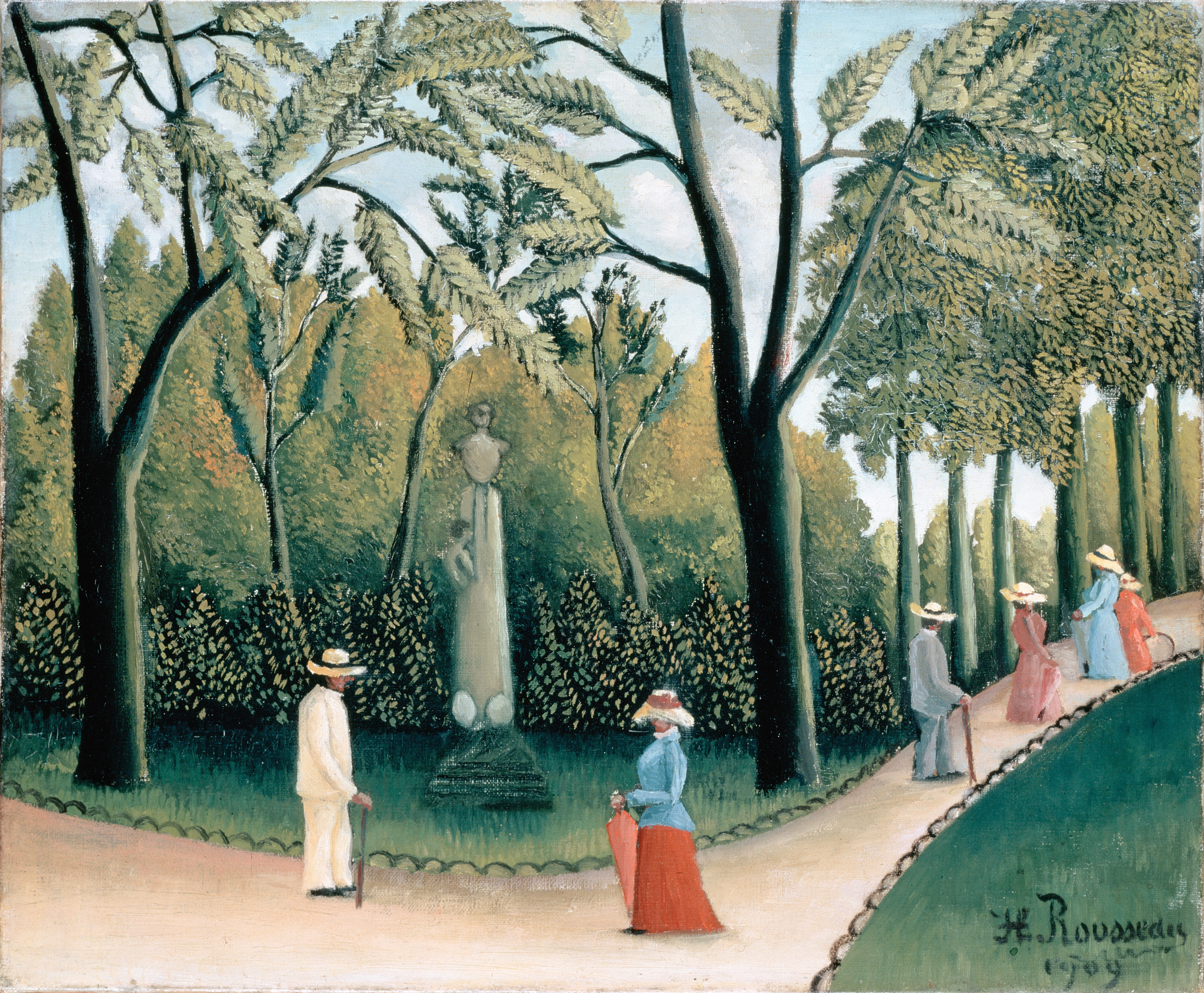
I giardini del Lussemburgo, dove Simone Weil passeggiava da studentessa, dipinti da Henri Rousseau

La notizia di una grave carestia che devasta la Cina la fa scoppiare in singhiozzi. Camminando per i giardini del Lussemburgo, Simone afferra la giacca di un malcapitato studente, chiedendogli: «Come puoi ridere quando in Cina ci sono bambini che soffrono?»
Simone de Beauvoir, di un anno più anziana di lei, frequenta lo stesso liceo e la ricorda, nelle sue Memorie di una ragazza per bene, mentre passeggia nel cortile della Sorbona con un numero dei Libres Propos (una rivista di filosofia) in una tasca e un numero del quotidiano L'Humanité nell'altra, sempre seguita da un gruppo di allievi del professor Alain. La notizia della sua reazione alla carestia cinese mette in grande soggezione la giovane de Beauvoir, che ammette d'invidiarla, più ancora che per la sua intelligenza, per il suo «cuore capace di battere attraverso l'universo intero». La de Beauvoir racconta di aver fatto fatica ad "avvicinarla", ma il loro primo dialogo è anche l'ultimo: Simone Weil afferma di avere a cuore solo «la Rivoluzione che avrebbe dato da mangiare a tutti», al che la de Beauvoir risponde, con tono altrettanto perentorio, che il problema non è di rendere gli uomini felici, bensì di dare un senso alla loro esistenza. La replica è tagliente: «Si vede bene che Lei non ha mai avuto fame». Le due non si parleranno più.
Ella, d'altra parte, adora la fredda audacia della ragione e ne coltiva i paradossi: superata la tentazione di dedicarsi come il fratello alla matematica, sceglie di consacrarsi alla filosofia, affascinata dalla concezione determinista di Lucrezio, Machiavelli, Spinoza e Marx, anche se di quest'ultimo scriverà:

### Impegno sociale e politico

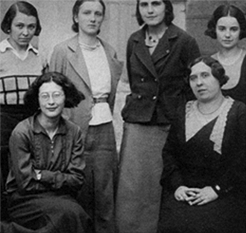
Simone Weil a Roanne

La Weil attinge da Marx l'idea della rivoluzione come ricomposizione dell'unità, distrutta dal capitalismo, fra lavoro manuale e intellettuale, e quindi come riappropriazione («prendere possesso») della cultura. La stereotipata retorica della rivoluzione è invece per lei, analogamente alla religione formale, «oppio del popolo» secondo l'espressione marxiana. Nel 1927-28, aprendo un corso per operai, afferma: «Quelli che credono sapere meno si troveranno forse alla fine a essere stati quelli da cui gli altri avranno più appreso».
Alcuni anni dopo, nel saggio Riflessioni sulle cause della libertà e dell'oppressione sociale (1934), da lei considerato il suo opus magnum, prenderà corpo la descrizione weiliana dell'industria moderna come luogo in cui il lavoro umano si riduce a mera fatica, e dove perciò soltanto il totalitarismo può prosperare, quel medesimo totalitarismo in cui si traduce qualsiasi forma di opinione organizzata, compreso il cattolicesimo nella misura in cui, esercitando un potere temporale, ha fatto da modello agli Stati totalitari. La filosofia di Marx mette in luce il «primato dell'azione», ovvero la forza delle idee come strumento per cambiare il mondo, a partire dal contatto con coloro che, privati della giustizia, sono altresì nelle condizioni di desiderarla. Malgrado il suo impegno in favore dei proletari, che le guadagna il nuovo epiteto di «vergine rossa», affibbiatole da un direttore universitario poco propenso al suo militantismo di sinistra, ella non entra, né entrerà, nel Partito Comunista Francese, condividendo piuttosto il socialismo vecchio stampo di Jean Jaurès e Léon Blum.
Ammessa all'École normale supérieure nel 1928, dopo essere stata respinta nel 1927, ha tra i suoi professori il celebre pensatore Léon Brunschvicg, verso il quale, però, nutre scarsa simpatia. Nel 1931 supera l'esame di concorso per la docenza nella scuola media superiore; insegna filosofia fra il 1931 e il 1938 nei licei femminili di varie città di provincia: Le Puy-en-Velay, Auxerre, Roanne, Bourges, San Quintino. A Le Puy, suo primo luogo d'insegnamento, genera scandalo distribuendo lo stipendio fra gli operai in sciopero e guidando la loro delegazione in municipio. Suscita inoltre il disorientamento delle sue alunne, vietando loro di studiare sul manuale di filosofia e rifiutando a volte di dare i voti. Nonostante lo stipendio che riceve come insegnante, decide di vivere spendendo per sé solo l'equivalente di quanto percepito come sussidio dai disoccupati, per sperimentare le medesime ristrettezze di vita.
Considerata un'agitatrice comunista, nonché invitata da un funzionario scolastico a chiedere il trasferimento per evitare di essere licenziata, pare abbia risposto di stimare il congedo, da sempre, come il punto più alto della carriera. A Roanne, del resto, attira la fiducia dalle sue allieve, e una di loro, Anne Reynaud-Guérithault, custodirà gli appunti delle lezioni, che verranno pubblicati nel volume Lezioni di filosofia 1933-1934.
Negli stessi anni è vicina ad ambienti sindacali e politici trockisti e anarchici, avendo avviato rapporti d'amicizia e collaborazione, già dal 1931, con noti esponenti del sindacalismo rivoluzionario espulsi dal Partito Comunista Francese: Pierre Monatte, Maurice Chambelland, Daniel Guérin. Nell'agosto del 1932 si reca a Berlino per sondare il clima nel luogo più scottante del momento, alla vigilia della presa del potere da parte di Hitler; raccoglie le sue impressioni nell'articolo La Germania in attesa per La Révolution prolétarienne. In novembre incontra Boris Souvarine e frequenta il suo circolo di dissidenti marxisti; fra questi ha modo di conoscere Georges Bataille, che su di lei ricalca il personaggio di Lazare per il romanzo L'azzurro del cielo (1935). Pur non aderendo al gruppo, ella collabora alla rivista La Critique sociale e si attiva, per tramite di Alain, allo scopo di convincere Gaston Gallimard a pubblicare un memoriale di Souvarine fortemente critico verso Iosif Stalin.
In opposizione alle strategie sovietiche la stessa Weil scrive due articoli, pubblicati nell'estate del 1933: Il ruolo dell'URSS nella politica mondiale, che stigmatizza l'avvicinamento dell'Unione Sovietica alla Germania nazista, dimostrazione che la Russia post-rivoluzionaria rimane uno Stato all'antica, e Stiamo andando verso la rivoluzione proletaria?, dove la pensatrice individua nello stalinismo una forma di oppressione burocratica analoga al fascismo. A tali critiche risponde, in ottobre, nientemeno che Lev Trockij, nel pamphlet La Quarta Internazionale e l'URSS, ammettendo i pericoli del burocratismo, ma incolpando la Weil di «esaltazione anarchica a buon mercato» e di essere vittima «dei pregiudizi piccoloborghesi più reazionari».

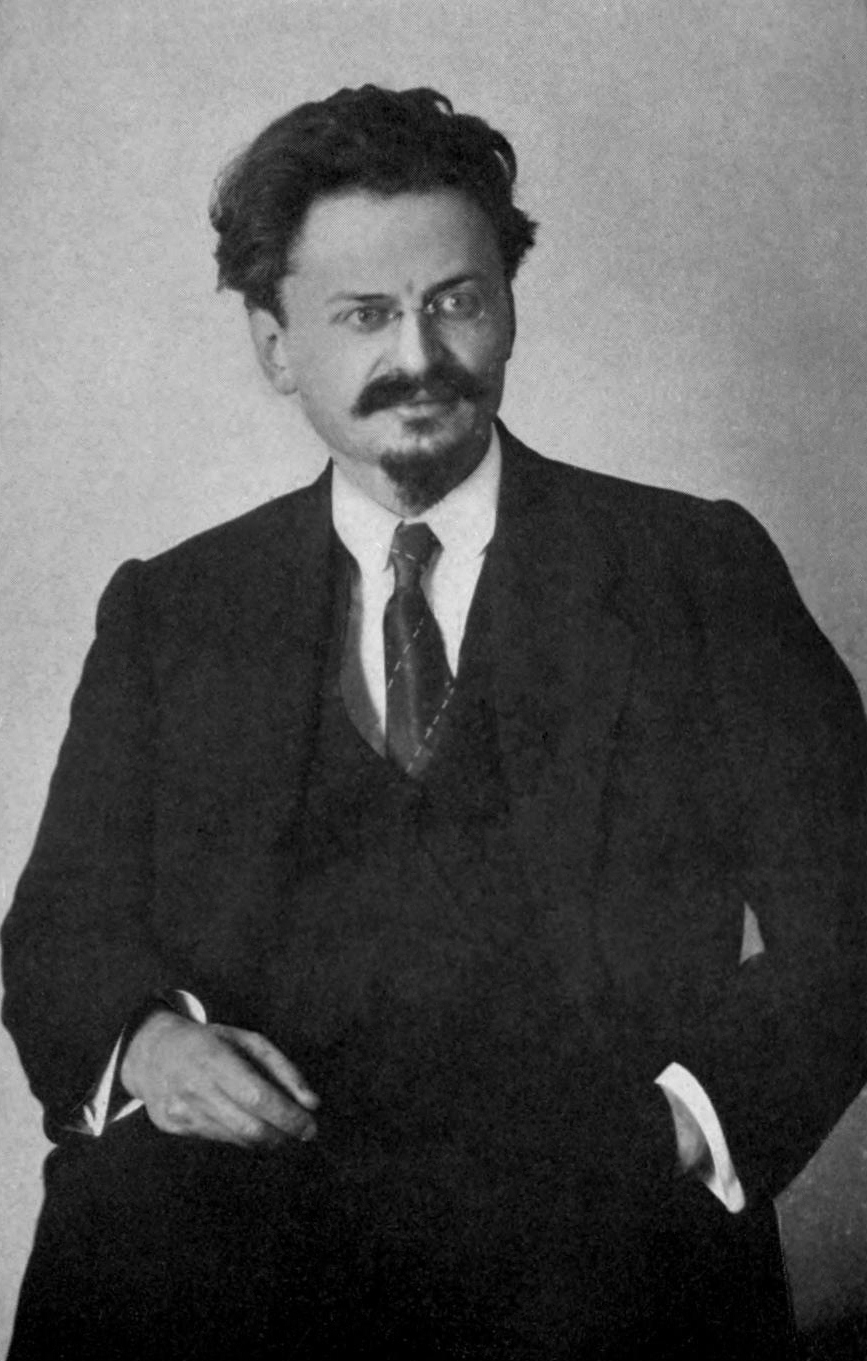
Lev Trockij

A fine dicembre la pensatrice ospita per alcuni giorni proprio l'esule Trockij, assieme alla moglie, nel suo appartamento di Parigi. La Weil aveva già conosciuto suo figlio, Lev Sedov, in Germania. Trockij, che viaggia in incognito con a fianco due guardie armate, ne approfitta per organizzare una riunione clandestina, che si conclude con uno scontro verbale fra lui e la giovane, la quale ritiene che ogni Stato rappresenti, in quanto tale, un apparato oppressivo. Ella gli chiede come può giustificare la spietata repressione della rivolta di Kronštadt, e accusa lui e Lenin di avere un ruolo paragonabile a quello dei capitalisti che prosperano grazie a grandi carneficine. Da una stanza vicina i genitori della Weil sentono le urla di Trockij (ella aveva chiesto il loro permesso per ospitarlo) e lui, osserverà il critico Thomas Nevin, «dovette essere preso alla sprovvista da questa novellina di ventiquattro anni, sua supposta padrona di casa. La apostrofò con una valanga di epiteti». Al termine, Trockij le domandò: «Dato che non è d'accordo con nessuna delle mie idee, perché mi ha ospitato in casa sua? Appartiene forse all'Esercito della Salvezza?»

### Il travaglio interiore e la guerra

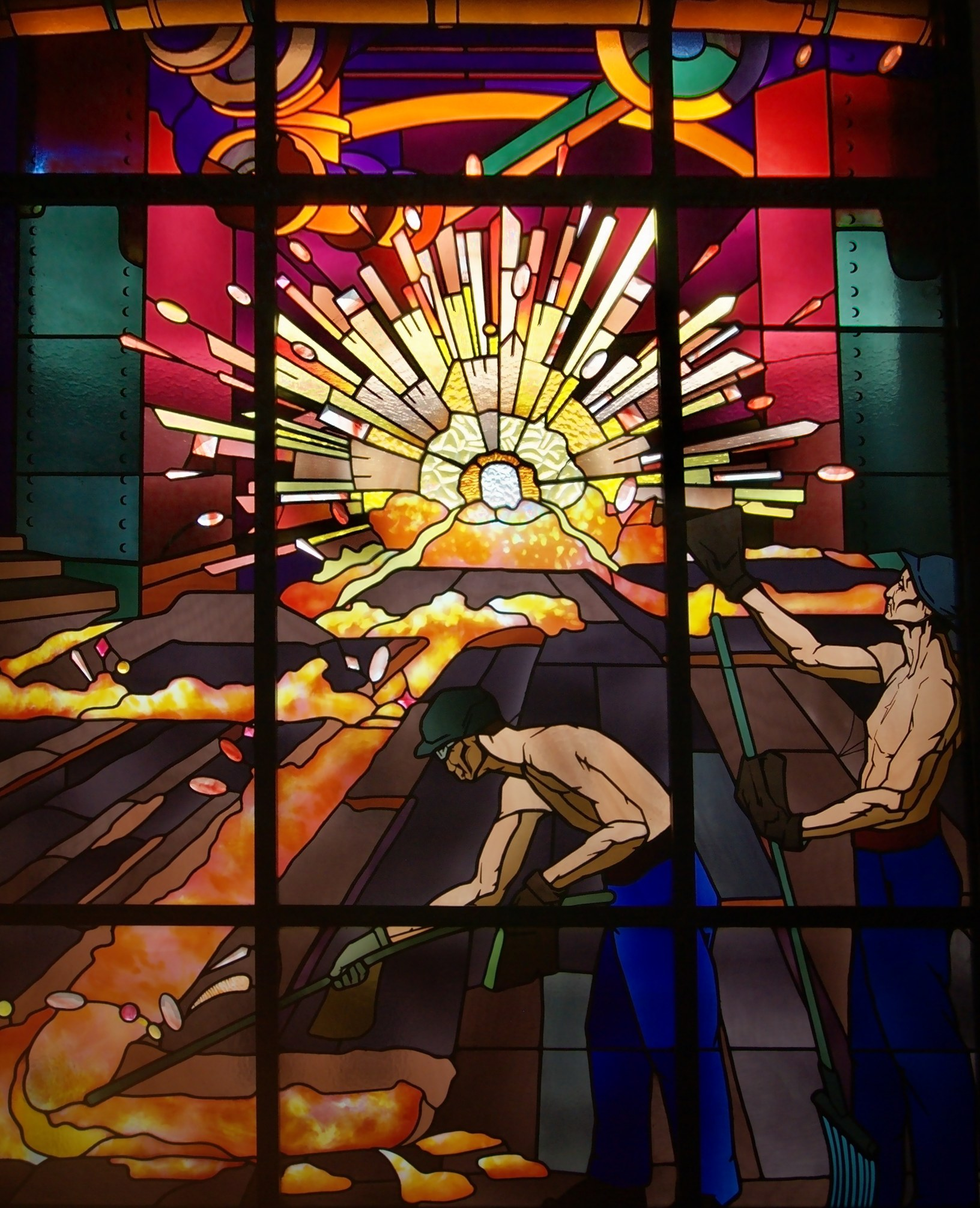
Una vetrata decorata per iniziativa di Louis Majorelle, raffigurante il lavoro in fabbrica alla stregua di un'esperienza mistica

Dal 1930 la pensatrice avverte incessanti dolori fisici – legati al mal di testa, alla sinusite cronica e, dal 1934, all'anemia – che le fanno provare disprezzo e repulsione verso sé stessa, come confiderà, dodici anni più tardi, in una lettera al poeta Joë Bousquet:
In questo stato psicofisico, ella sviluppa il desiderio di conoscere direttamente la situazione operaia e ne scopre la terribile monotonia e dipendenza. Il 4 dicembre 1934 si impiega come manovale nelle fabbriche metallurgiche di Parigi, dove, avendo scarsa dimestichezza coi macchinari, più volte si brucia e taglia le mani, patendo l'indifferenza e il licenziamento. Sotto la pressione di soddisfare le quote di produzione richiesta, una sera, ad esempio, annota:
«Laggiù mi è stato impresso per sempre il marchio della schiavitù», constaterà. L'esperienza di otto mesi di lavoro nelle officine Alstom, Carnaud e Renault – che aggrava ulteriormente il suo stato di salute – verrà raccolta, sotto forma di diario e di lettere, nell'opera La condizione operaia, in cui confluirà anche l'articolo La vita e lo sciopero delle operaie metalmeccaniche, scritto dalla Weil per la rivista La Révolution prolétarienne con lo pseudonimo «Simone Galois», in onore del matematico Évariste Galois, mentre infuocavano gli scioperi del giugno 1936.
Prima di riprendere a insegnare in un liceo di Bourges, si reca in Portogallo, dove conosce e vive la miseria dei pescatori. Qui, a Póvoa de Varzim, nell'estate del 1935, ode un fado suonato per la festa del patrono; la lamentosa melodia le infonde un'impressione indelebile:

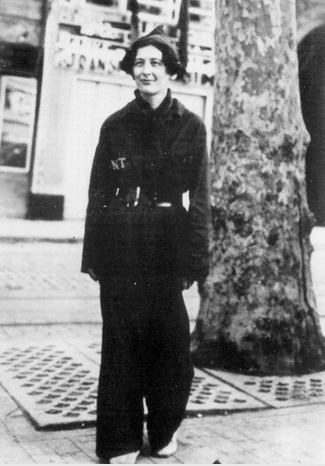
Simone Weil in Spagna

Già Nietzsche, nell'Anticristo, aveva assimilato la religione cristiana alla schiavitù, ma per scorgervi un «risentimento»; invece la Weil trova, in tale similitudine, l'esperienza di un contatto umano. Nel contempo, si rinsalda in lei la convinzione che anche i deboli possano combattere; difatti, dopo un altro anno d'insegnamento – durante il quale frequenta la messa e lavora saltuariamente in una fattoria – si aggrega ai repubblicani, che per lei rappresentano gli umili, nella guerra civile spagnola. L'8 agosto 1936 varca la frontiera con un lasciapassare da giornalista ed entra come miliziana fra i volontari della colonna anarchica Buenaventura Durruti, sul fronte aragonese. Non essendo capace di padroneggiare il fucile, viene assegnata ai lavori in cucina.
Pur non partecipando ai combattimenti, il 19 agosto si ferisce, ponendo inavvertitamente il piede in una pentola d'olio bollente lasciata a terra, quindi, gravemente ustionata nonché dubbiosa sull'utilità del conflitto, torna in settembre a Parigi, assieme ai genitori, che si erano affrettati a raggiungerla in Spagna, preoccupati per lei. La pensatrice spiegherà: 
Inoltre, le violenze commesse dai republicanos rinnovano il suo scetticismo nei confronti degli ideali rivoluzionari. Ella così accantona definitivamente il marxismo, esattamente nel periodo in cui gli intellettuali della sua generazione si accingevano a riscoprirlo. Nel 1937 prende parte, con il fratello, al congresso Bourbaki a Chançay, un ritrovo incentrato sulla discussione della "teoria degli infiniti" di Georg Cantor, matematico morto in manicomio dopo aver spinto le proprie tesi a un livello religioso. Nello stesso anno, mentre viaggia ammalata per l'Italia, la Weil s'inginocchia nella cappella della Porziuncola di Santa Maria degli Angeli ad Assisi, sentendosi trascinata da una forza irresistibile.

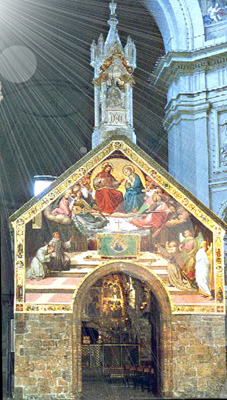
La Porziuncola nella basilica di Santa Maria degli Angeli

In Italia, dove stringe amicizia con Edoardo Volterra e la sua famiglia, ella torna l'anno seguente, riscoprendo la propria «vocazione per la poesia, vocazione rimossa per diverse ragioni fin dall'adolescenza».

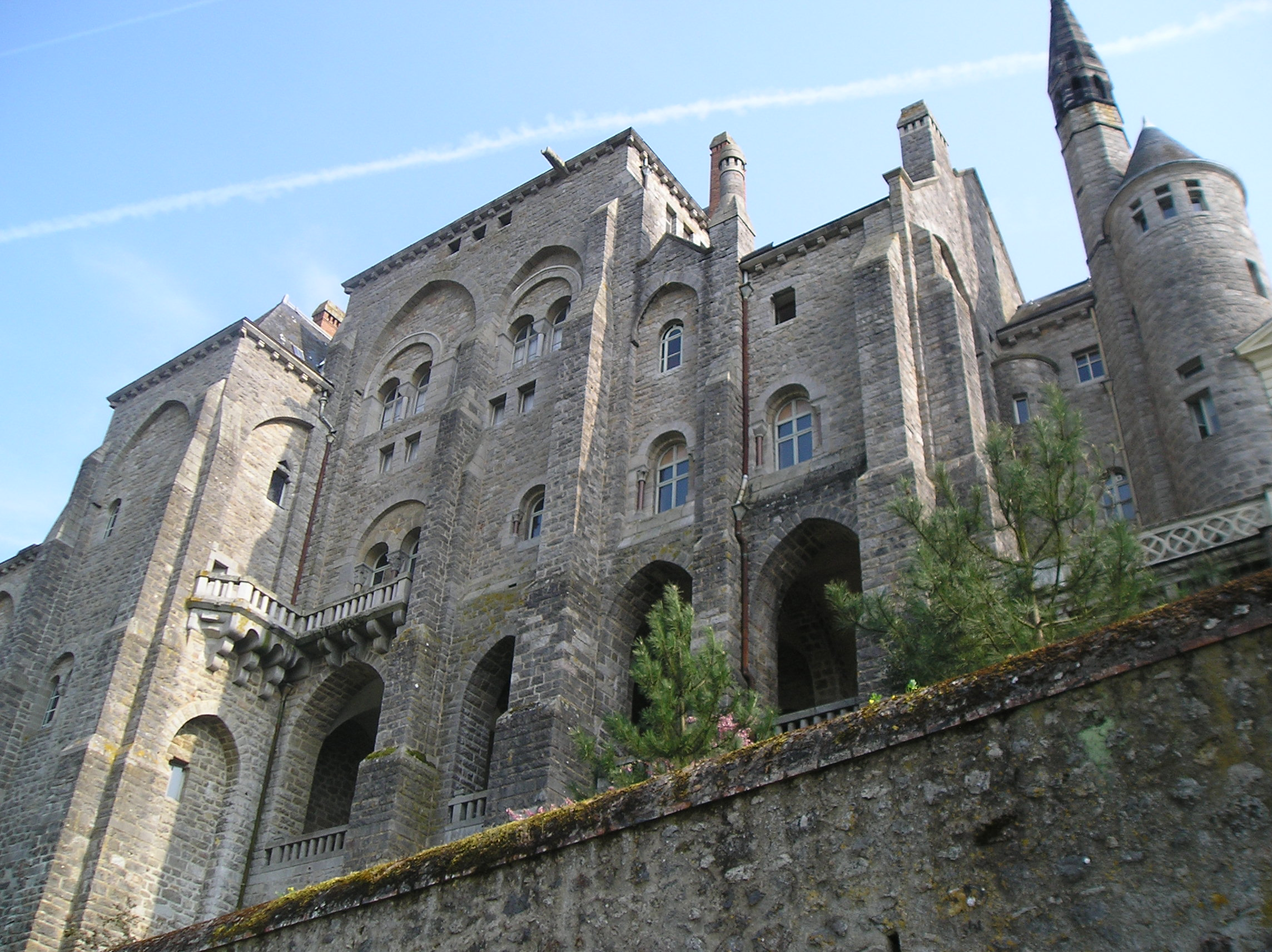
L'abbazia di Solesmes

Iniziano le sue esperienze mistiche, che proseguono, sempre nel 1938, quando trascorre la Pasqua a Solesmes, subendo il fascino dei canti gregoriani. Per esempio, mentre osserva un giovane che ha ricevuto la comunione, lo vede rilucere di uno splendore angelico; e, recitando L'amore mi diede il benvenuto di George Herbert, avverte Cristo che discende a prenderla. Ricorderà in merito:
Ma custodisce in segreto questa sua iniziazione, convinta che si possa essere mistici senza darlo a vedere, e non si decide a entrare nella Chiesa cattolica per timore di trovare in essa un facile riparo, che l'avrebbe potuta allontanare dalla Passione vissuta insieme a Cristo. Inoltre, in un primo tempo, si trattiene dal pregare:
Alla vigilia della seconda guerra mondiale, arroccata su posizioni pacifiste, ritiene che qualunque tragedia, compresa l'egemonia tedesca, sia preferibile allo scoppio d'un conflitto; ma si persuade poi, «dopo una dura lotta interiore», a «perseguire la distruzione di Hitler con o senza speranza di successo», pur mantenendosi impegnata a «sostituire sempre più nel mondo la non-violenza efficace alla violenza».
Nella primavera del 1939 contrae la pleurite, ma si rimette in sesto grazie a una vacanza in Svizzera con i genitori. Il 13 giugno 1940, a causa dell'invasione tedesca, la famiglia abbandona Parigi e trascorre due mesi a Vichy, dove Simone redige una prima stesura del dramma Venezia salva, ispirato al racconto La congiura degli spagnoli contro la repubblica di Venezia di Saint-Réal.

Durante l'invasione tedesca della Francia, il governo francese si spostò a Vichy e mantenne sempre una relazione ambigua con la Germania nazista, detta di "collaborazionismo"

Con i genitori si sposta quindi a Tolosa e in settembre raggiunge Marsiglia, dove legge e scrive molto, pubblica il saggio L'Iliade o il poema della forza sotto lo pseudonimo anagrammato «Émile Novis», visita i quartieri più miseri, fraternizza con i poveri, i fool e gli abbandonati. Impara il sanscrito assieme a René Daumal, studia le Upaniṣad e la Bhagavadgītā, riscopre Platone, Sofocle, il Nuovo Testamento, Giovanni della Croce, Paul Valéry. A quest'ultimo aveva inviato, nel 1937, alcune delle proprie poesie in attesa di un giudizio critico, ricevendo una replica cortese alla prima lettera, ma nessuna risposta alla seconda.

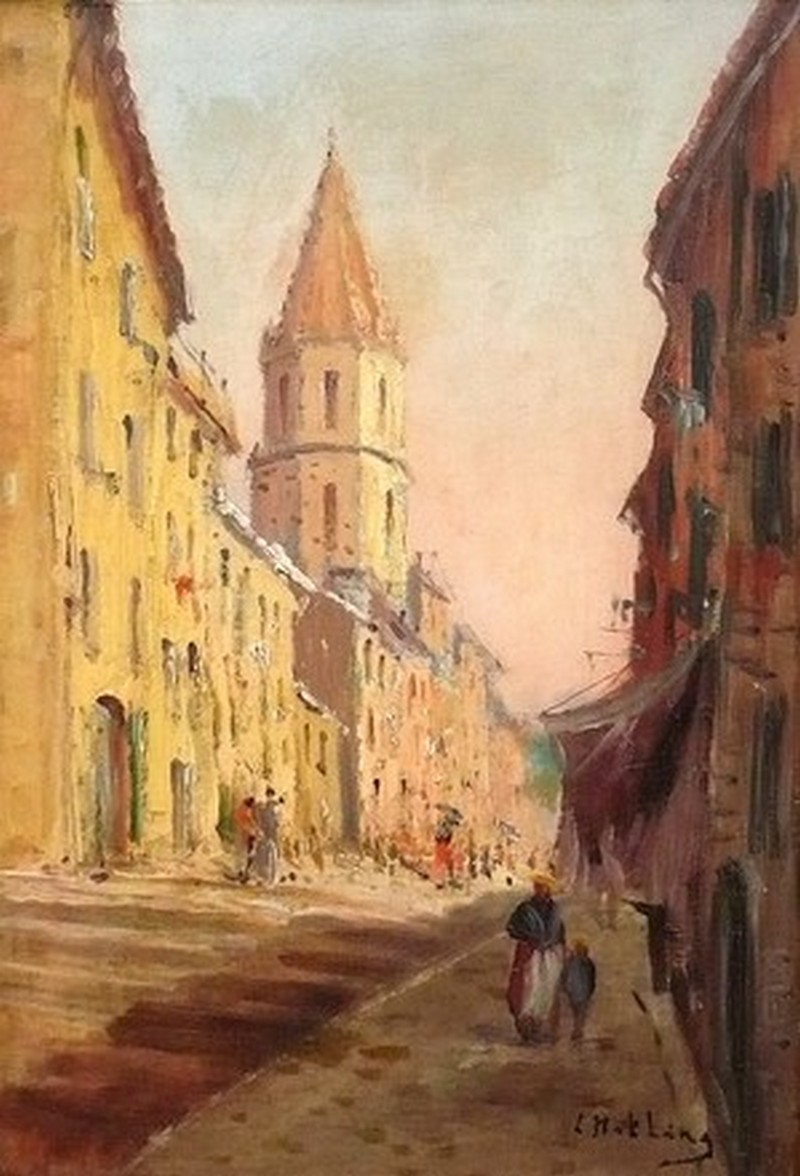
Uno scorcio di Marsiglia, detta la «città focese» per le sue origini greche, in un olio su tavola di Louis Nattero

A Marsiglia la pensatrice viene arrestata mentre distribuisce volantini contro il governo di Vichy e, quando il giudice minaccia di chiuderla in cella con delle prostitute, replica di aver sempre desiderato conoscere quell'ambiente e di non avere altro mezzo per farlo che la prigione. Al che, il giudice la lascia andare credendola matta. Ella si attiva inoltre – nonostante la sua ripugnanza a infrangere le leggi, per mediocri che siano – nel procurare documenti falsi ai rifugiati, compresi alcuni, come lei, di origine ebrea. Rammentandosi di aver lasciato a Parigi il manoscritto delle Riflessioni sulle cause della libertà e dell'oppressione sociale, redatto sei anni prima e non ancora pubblicato, incarica un amico di recuperarlo.
Torna a insegnare, ma deve dimettersi, in quanto di famiglia ebraica.
Sempre a Marsiglia conosce Joseph-Marie Perrin, un domenicano poco più anziano di lei, quasi cieco, che diventa per la Weil un confidente spirituale; egli raccoglierà nel volume Attesa di Dio alcuni scritti lasciatigli da Simone. Perrin le presenta il «filosofo contadino» Gustave Thibon, che la assume nella propria fattoria a Saint-Marcel-d'Ardèche. Così, nell'autunno del 1941, la pensatrice lavora come operaia agricola, abitando in una casetta semidiroccata, presso la quale si nutre di legumi colti dal terreno, cotti col fuoco della legna che raccoglie nel bosco, beve l'acqua a una sorgente e dorme al suolo, per poi recitare ogni mattina il testo greco del Padre nostro, che ha imparato a memoria. Confiderà:
In questo Eden campestre, si ritaglia forse per l'unica volta in vita propria una porzione di felicità, sviluppa ammirazione per il Tao e si propone, lei così inquieta, di divenire calma e distesa. Anche Thibon raccoglierà in un volume, La pesanteur et la grâce, gli scritti lasciatigli dalla Weil, ovvero una serie di riflessioni religiose che ricordano Pascal e Kierkegaard, rivelando un genio aforistico affine, oltre che a Paolo e Pascal, anche a Baudelaire, e inoltre un rigore mistico paragonabile a Musil. Ella, riprendendo la strada dell'esilio, autorizza Thibon a estrarre il "meglio" dai suoi quaderni, e lo invita a leggerne «i passi che vorrà a chi vorrà [...]. Se per 3 o 4 anni non sentirà parlare di me, se ne consideri interamente proprietario».
Nell'aprile del 1942, durante la Settimana santa, segue le funzioni presso l'abbazia benedettina d'En-Calcat, e l'editore Jean Ballard la accompagna a Carcassonne, al capezzale di Joë Bousquet, poeta invalido di guerra, che ella desiderava conoscere di persona. Giunta alle due di notte, discute con lui fino all'alba, prima di ripartire per l'abbazia. Di lei, che aveva fatto propria la massima terenziana «Niente di quello che è umano mi è estraneo» (Humani nihil a me alienum puto), rammenterà l'amico Bousquet: «Aveva il dono di pronunciar parole con significato umano illimitato».
Dal momento che il padre e la madre non accettano di allontanarsi dalla Francia senza di lei, il 14 maggio giunge con loro a Casablanca, e per alcuni giorni, in un campo profughi affollato da centinaia di esuli ebrei, scrive senza sosta le Intuizioni precristiane: un altro insieme di testi raccolti, come Attesa di Dio, da Padre Perrin. Il 7 luglio sbarca con i genitori a New York, dove li attende il fratello André. Nella metropoli statunitense, Simone frequenta i quartieri afroamericani e le chiese battiste, passa molto tempo in biblioteca, scrive due saggi sui càtari ed espone nella Lettera a un religioso le obiezioni che ha maturato nei riguardi della dottrina ecclesiastica. A turbarla, in particolare, è la formula Extra Ecclesiam nulla salus. Tuttavia continuerà ad assistere da "esclusa", per la sua esitazione al battesimo, alle messe cattoliche, traendo ugualmente piacere dalla liturgia e spiegando come segue le ragioni del suo restare in attesa – ἐν ὑπομονῇ (en hypomoné) secondo un'espressione del Nuovo Testamento a lei cara – sulle soglie della Chiesa:
Con una delle sue asserzioni paradossali, si pronuncia «disposta a morire per la Chiesa, se mai ne avesse bisogno, piuttosto che entrarvi».
In dicembre parte per Londra per unirsi all'organizzazione France libre dei resistenti in esilio. Digiunando, si sente spiritualmente vicina ai connazionali della zona occupata, e, quando viene a sapere delle dimostrazioni francesi represse nel sangue, trascorre due giorni senza mangiare. Ma, nel contempo, è attratta dalla vitalità londinese e legge la Austen con incanto. In qualità di redattrice della France libre, è incaricata dal Commissario agli Interni André Philip di raccogliere idee su come gestire la situazione politica nel dopoguerra, ed è sotto il peso di tale responsabilità che scrive l'opera intitolata postuma come L'enracinement, oltre a vari articoli successivamente inseriti nel volume Écrits de Londres. Nell'ufficio dell'organizzazione, mentre sogna d'essere paracadutata in qualche missione estremamente rischiosa, annota fra l'altro: «Ho una specie di certezza interiore crescente che esiste in me un deposito d'oro da trasmettere. [...] La miniera d'oro è inesauribile».

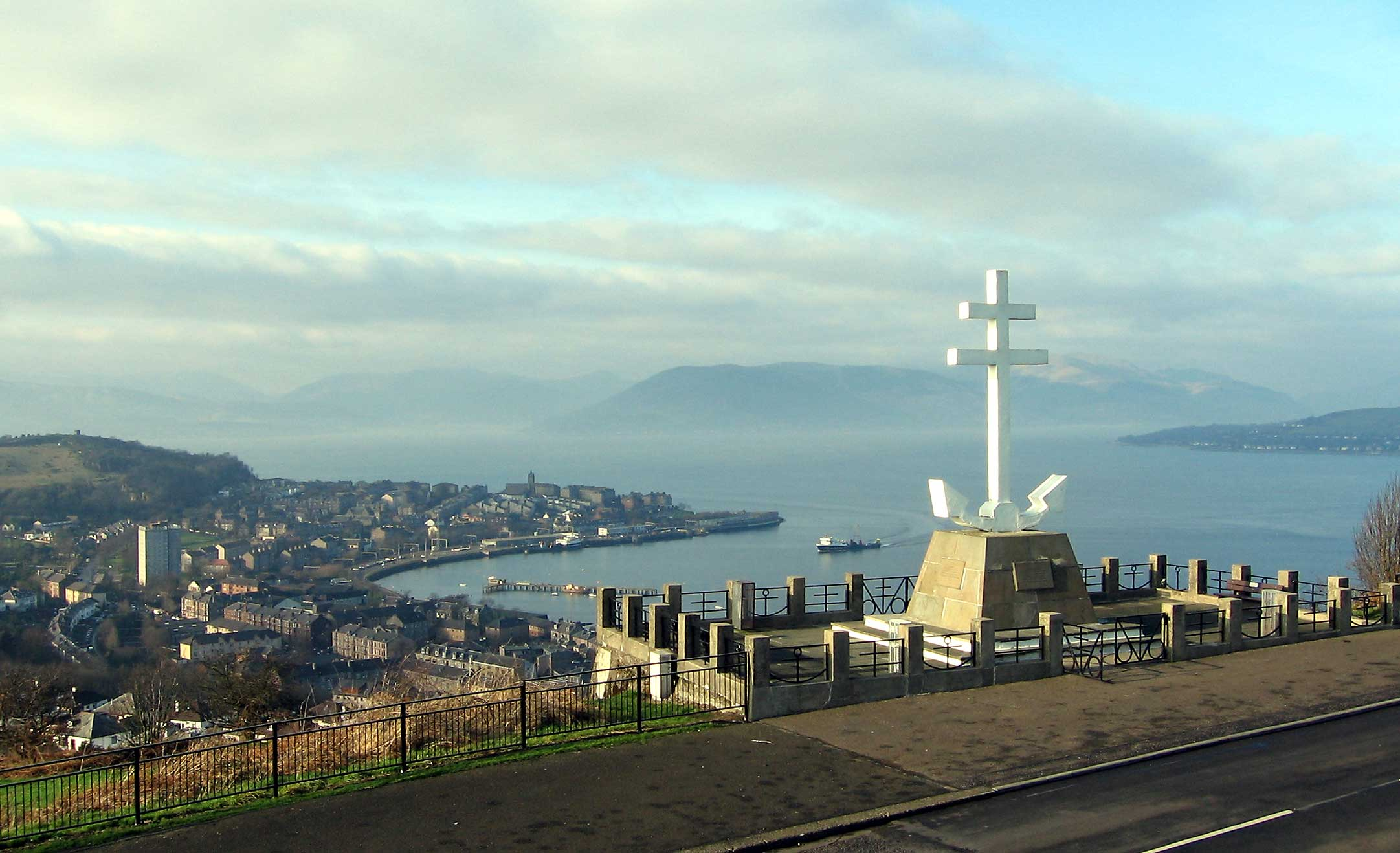
La croce di Lorena, simbolo della France libre, in un monumento dedicato alla liberazione francese

Da tempo ella tenta di fare accettare a De Gaulle una proposta per l'invio d'un gruppo di infermiere, lei compresa, sulla prima linea del fronte: 
Ma il generale francese valuta questa iniziativa una follia. Anche la pensatrice la considera una «follia», ma necessaria quale contrappeso di generosità da contrapporre alla violenza estrema dell'hitlerismo, come da lei illustrato nel testo del progetto:
Vedendosi impossibilitata a partecipare attivamente alla guerra, la Weil cede a un sentimento di autodistruzione. In maggio aveva confidato a Padre Perrin: «Ogni volta che penso alla crocifissione di Cristo pecco d'invidia», mentre in luglio aveva preannunciato al filosofo Jacques Maritain:
L'antropologo Claude Lévi-Strauss, ricordando un incontro avuto a New York con la Weil, affermerà: «Le intellettuali della nostra generazione erano spesso eccessive: lei non faceva eccezione, ma ha spinto questo rigorismo fino a farsi distruggere», e Susan Sontag esprimerà – assieme alla commozione – un giudizio analogo: «Nessuno che ami la vita vorrebbe imitare la sua dedizione al martirio». Il teologo Christian Möller parlerà di «romanzo tragicamente inumano della Weil», mentre la regista Franca Alessio esemplificherà il destino della pensatrice nel titolo di un docu-drama a lei dedicato: Olocausto privato. D'altra parte il critico Thomas Nevin, definendola «un'ebrea che si volle esiliare», osserverà che, dal punto di vista della Weil, «coraggio, dignità e onore trovano la loro verifica solo nell'essere distrutti; l'eroismo doveva finire in sconfitta».

### Morte

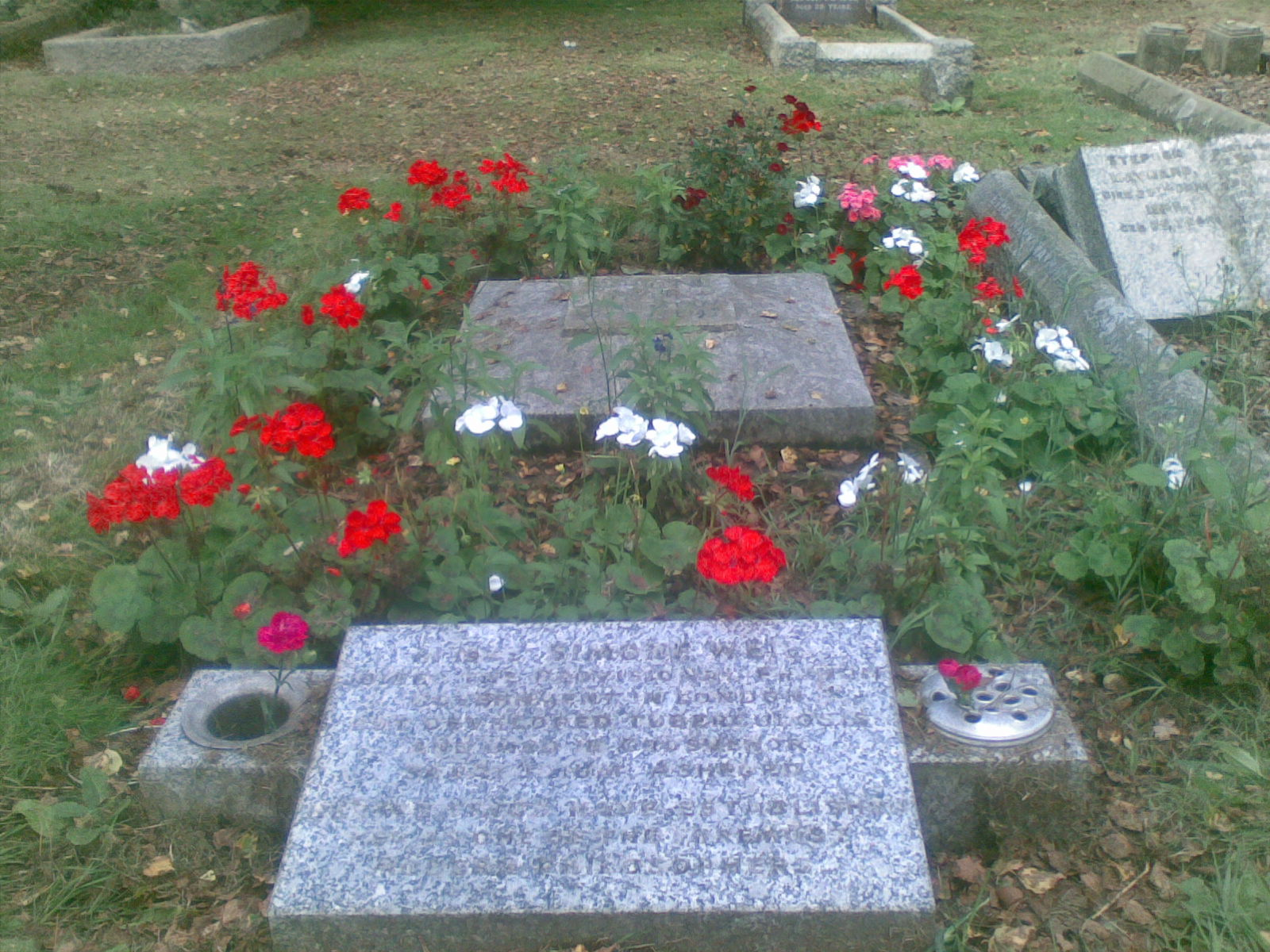
La tomba di Simone Weil

Il 15 aprile 1943 viene trovata svenuta nella sua camera ed è condotta in ospedale. Affetta da tubercolosi, aggravata dalle privazioni che aveva deciso di imporsi, muore il 24 agosto nel sanatorio di Ashford, fuori Londra, spegnendosi nel sonno. Nella primavera dell'anno precedente, aveva scritto all'amico Padre Perrin:
Dal suo letto d'ospedale, con la finestra affacciata contro un muro, aveva raccontato per lettera ai genitori, rimasti a New York, la nascita delle ciliegie sugli alberi, lei che ormai non sopportava più i cibi solidi, se non, appunto, qualche ciliegia. E aveva lasciato loro queste parole: 
Aveva inoltre espresso il desiderio di mangiare del purè, come lo faceva sua madre, secondo la ricetta francese, scrivendole: «Voglio che, quando ci rivedremo, tu sia sempre fresca e giovane, e continui ad avere l'aria della mia sorella minore». Ma non ci fu purè, e nemmeno un prete cattolico – che fu chiamato, ma non arrivò – al suo funerale.

### Vicende postume
Sepolta il 31 agosto nella sezione cattolica del cimitero di Ashford, sette persone assistettero alla cerimonia. Nello stesso giorno, il Tuesday Express titolò in prima pagina: «Professoressa francese si lascia morire di fame» (French professor starves herself to death).

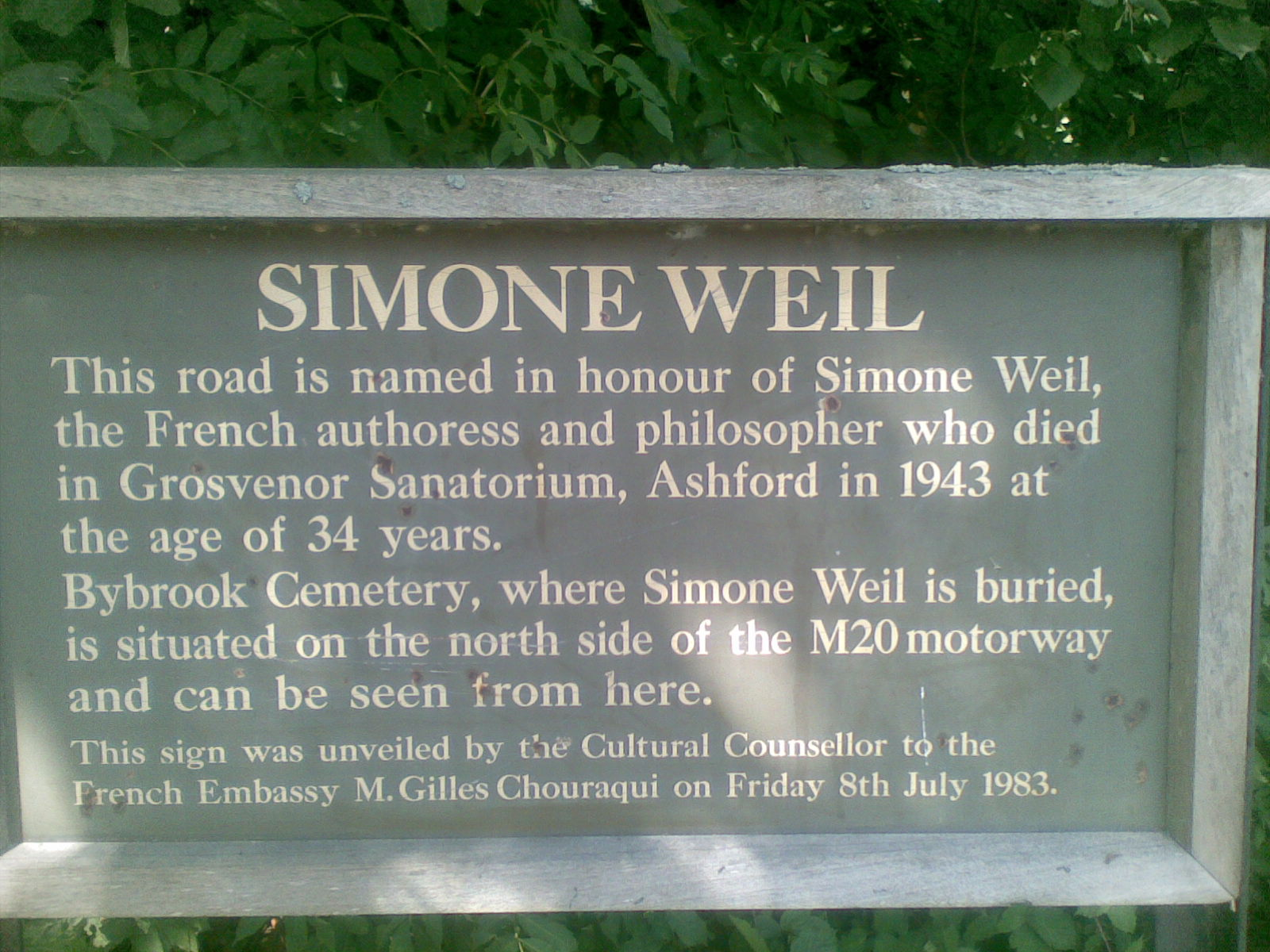
Targa commemorativa ad Ashford

Papa Paolo VI, nel considerare la pensatrice come una delle figure più influenti sulla propria vita, affermerà di dispiacersi per il suo mancato approdo al battesimo, in quanto meritevole di essere proclamata santa. Tuttavia Eric Springsted, docente presso l'Università di Princeton, ha riferito nel corso di un convegno che Simone Deitz, amica della pensatrice, gli confidò di aver battezzato Simone Weil in articulo mortis su sua esplicita richiesta. In precedenza la Weil aveva promesso, con ironia, di accettare il battesimo solo nel caso in cui non avesse avuto più cervello, pur non escludendo una propria adesione alla Chiesa in punto di morte, se ne avesse avvertito l'invito da parte di Dio:
A parte alcuni articoli, le sue opere vengono pubblicate postume e iniziano a essere tradotte in italiano per iniziativa di Adriano Olivetti nei primi anni cinquanta, quando esce anche un film di Roberto Rossellini (Europa '51), la cui protagonista è ispirata alla figura di Simone Weil. I volumi La pesanteur et la grâce e L'enracinement vengono editi in lingua italiana dalle Edizioni di Comunità secondo la traduzione più poetica, sebbene meno letterale, di Franco Fortini, che rende i titoli in L'ombra e la grazia e La prima radice. Per la stessa casa editrice, Fortini traduce La condizione operaia, mentre a Carlo Falconi viene affidata la traduzione di Oppressione e libertà, raccolta di saggi politici della Weil.
La poetessa Elsa Morante la chiamerà «Sorelluccia inviolata / ultima colomba dei diluvi stroncata / bellezza del Cantico dei Cantici camuffata in quei tuoi buffi occhiali da scolara miope», mentre Natalia Ginzburg ne citerà, in epigrafe a un proprio saggio, la frase: «Il Dio che dobbiamo amare è assente». Pietro Citati vedrà in lei soprattutto «una grande scrittrice», mentre il giornalista Vittorio Messori, nel suo Ipotesi su Gesù, coglierà nella Weil una mistica della libertà, secondo la quale «nessuno ha amore più grande di colui che sa rispettare la libertà dell'altro». A Simone Weil verrà dedicato anche un secondo film di produzione italiana, Le stelle inquiete (2011).
È Albert Camus a divulgare originariamente la maggior parte degli scritti della Weil, diventando per lei un «amico-innamorato postumo», tanto da custodire una foto della pensatrice sul proprio scrittoio. In occasione del conseguimento del premio Nobel per la letteratura, nel 1957, menzionando gli autori viventi più importanti per lui, aggiunge: «E anche Simone Weil – a volte i morti sono più vicini a noi dei vivi». Camus fa pubblicare le opere della pensatrice nella collana Espoir («Speranza»), da lui fondata presso l'editore Gallimard, considerando il messaggio weiliano come un antidoto al nichilismo contemporaneo. Lei stessa si era prefissa un simile compito:
I suoi quaderni, editi parzialmente da Thibon nel 1947 nel volume La pesanteur et la grâce, vengono pubblicati integralmente a partire dal 1951 sotto il titolo, appunto, di Quaderni (Cahiers).

## Pensiero

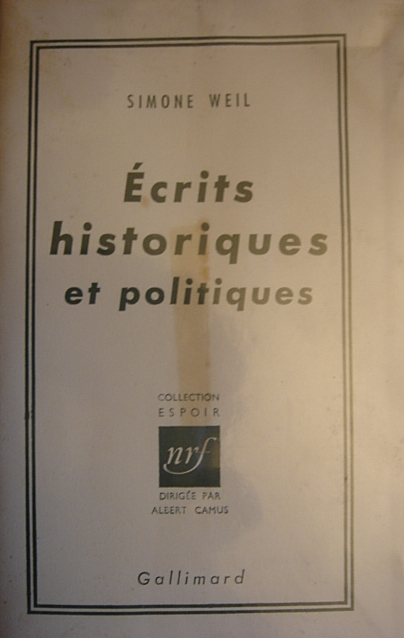
Frontespizio del volume di scritti storici e politici weiliani raccolti da Albert Camus. Il critico Alfonso Berardinelli scriverà di lei: «Accusata di tradimento dalla sinistra, fraintesa dalla destra, dimenticata dai manuali di filosofia. Eppure è uno dei maggiori pensatori del secolo».

### Filosofia
Nel saggio Riflessioni sulle cause della libertà e dell'oppressione sociale la Weil considera il potere che viene esercitato dalle autorità sugli individui come un derivato della medesima forza presente in natura. La società è una trasposizione della necessità che in natura opprime gli esseri umani, e quanto più una società è tecnicamente avanzata, tanto più gli individui sono schiacciati da una forza assimilabile a quella di un cataclisma naturale. Di Marx ella apprezza le intuizioni riguardanti le dinamiche sociali, ma lo critica per non aver sviluppato sino in fondo l'analisi delle forme di oppressione.
La posizione etica fondamentale della Weil è, infatti, di mettersi costantemente dalla parte degli oppressi; in tale prospettiva matura anche la sua critica al marxismo, di cui rifiuta la concezione materialista, la riduzione delle idee all'espressione di un gioco di forze e la fiducia che gli ingranaggi sociali, se lasciati alle loro leggi materiali, producano necessariamente il bene. Non a caso suscita entusiasmo in lei la descrizione tragicomica della catena di montaggio, che trasforma in meccanismi gli stessi operai, nel film Tempi moderni. Nell'articolo Sulle contraddizioni del marxismo scrive di Marx:
Ella abbraccia l'idea – che Marx, insieme con Engels, ha condannato ne L'ideologia tedesca – secondo cui la storia coincide con l'esercizio della forza. E scrive in seguito: «Non possiamo attaccarci al passato senza attaccarci ai nostri delitti». Contro il necessitarismo storico la pensatrice riafferma, recuperando Platone, che, nel regno spirituale, dal male non può nascere il bene, e che l'umanità, nella sua lontananza dalla perfezione divina, è in sé misera e limitata e quindi non può autoredimersi attraverso la dialettica materialista. La Weil aggiunge, ironicamente, che la tortura ideale da infliggere a un marxista sarebbe pretendere da lui una definizione comprensibile di cosa sia il materialismo dialettico.
Nel saggio L'Iliade o il poema della forza ella rileva che il potere della forza, riducendo gli uomini a cose, «pietrifica diversamente, ma ugualmente, le anime di quelli che la subiscono e di quelli che la usano». Qualunque esercizio del potere è un tentativo di fronteggiare i meccanismi della necessità, e anzi di piegarli ai propri scopi, ma questo conduce inevitabilmente alla follia: le illusioni umane non possono opporsi alla necessità che opera attraverso la natura; quando teorizzano di farlo – come nel caso del marxismo e dell'hitlerismo – la storia non viene trasformata né la condizione umana liberata, ma viepiù costretta e disumanizzata dalla soffocante burocrazia statale. L'idolatria del potere sorta con l'Impero romano ha raggiunto piena espressione nel totalitarismo di Hitler, passando per lo "statalismo" di Richelieu. La stessa pensatrice, in quanto francese, avverte la propria colpa storica rispetto a Hitler, conseguenza logica – secondo lei – del colonialismo e dello sciovinismo della Francia. L'imperialismo afferma il proprio dominio grazie agli effetti della crudeltà; esso emula goffamente il potere della natura, sottomettendo gli animi con i mezzi più freddi, ipocriti e spietati, e gli individui non possono reagire perché atterriti dalla sensazione di trovarsi di fronte a una fatalità, cieca e insensibile come le forze della natura.
Georges Bernanos, narratore di conflitti spirituali e altresì fervente cattolico – militante dapprima fra i reazionari dell'Action française e in seguito tra i resistenti della France libre – fu in corrispondenza con Simone Weil, che gli raccontò: «Non mi piace la guerra; ma, nella guerra, ciò che mi ha sempre fatto più orrore è la condizione di chi si trova nella retrovia. Quando mi sono resa conto che, malgrado i miei sforzi, non potevo impedirmi di partecipare moralmente a questa guerra e cioè di desiderare ogni giorno, ogni ora, la vittoria degli uni, la sconfitta degli altri, mi sono detta che Parigi era per me la retrovia, e ho preso il treno per Barcellona con l'intenzione di arruolarmi».
Il potere è anche lo scopo dei partiti politici, impegnati a forgiare un'immagine idolatrica di sé stessi onde tiranneggiare, una volta ottenuto il dominio, gli altri partiti e l'intera società. Nel Manifesto per la soppressione dei partiti politici la Weil ritiene che la loro eliminazione possa evitare il totalitarismo, esemplificato dal caso della Germania nazista: una fazione al comando e quelle avversarie in prigione. Qualsiasi democrazia governata dai partiti non può sottrarsi al rischio che uno di essi la distrugga. I partiti sono per loro natura forme di "criptotirannia", che competono per emergere l'uno sull'altro: la loro politica non può rispecchiare di meglio che la legge della giungla, e ogni negoziazione cela secondi fini. La pensatrice individua come unica alternativa – tanto al dispotismo dei partiti, quanto allo statalismo da lei condannato ne La prima radice – la volontà generale teorizzata da Rousseau. La politica deve diventare, come anche l'arte, anonima, e veicolare la fratellanza. Il dovere di coloro che si pongono al servizio della volontà generale è «rimanere in certo qual modo anonimi, pronti a mescolarsi in qualsiasi momento con l'umanità comune». Difatti, un amore anonimo è per ciò stesso universale. L'arte autentica, poi, ha una missione sacra: insegna l'indifferenza del tempo e dello spazio, e rende consapevoli della nostra sottomissione alla necessità:

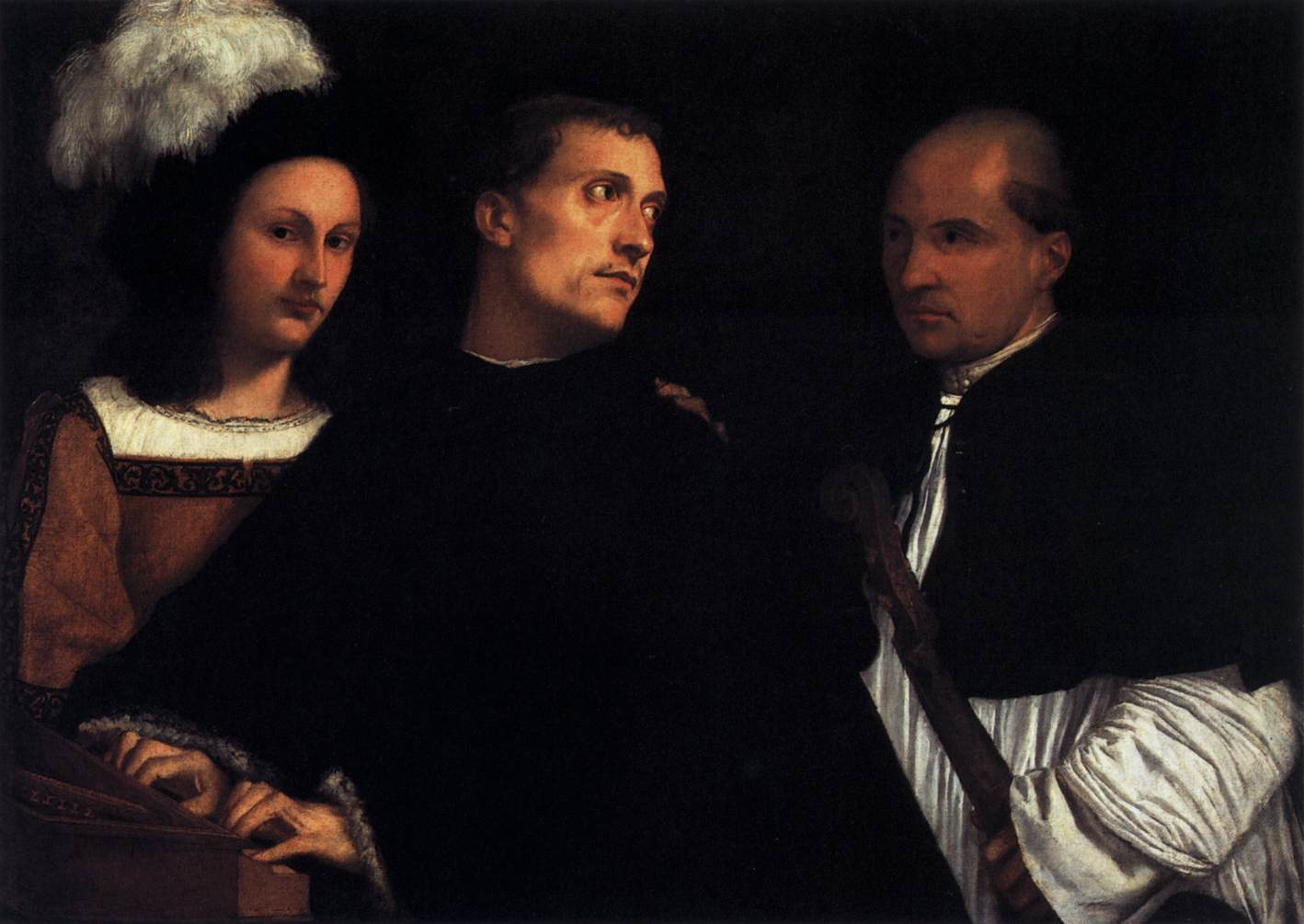
Il Concerto interrotto di Tiziano. Simone Weil portò con sé una copia di questo dipinto dal viaggio in Italia, verso la quale mantenne un sentimento di nostalgia. Vito Mancuso affermerà che «in lei si possono trovare pagine di luminoso amore per il mondo e per la vita accanto ad altre di segno opposto e se dovessi paragonarla a un pittore, penso che potrei fare il nome di Caravaggio, Rembrandt».

Il vero artista dunque non si affida all'immaginazione – che è fallace, perché rappresenta un «me dentro di me» – ma lascia entrare la grazia attraverso la contemplazione. Come Hannah Arendt, la Weil scorge nella bellezza la manifestazione più pregnante con cui l'essere si rivela, la forma che ci invita ad amarlo; ma occorre tracciare una distanza dall'oggetto amato, per lasciarlo com'è, senza volontà d'impadronirsene. Il suo peculiare realismo esprime una visione affine, oltre che alla Arendt, anche ad altre sensibilità femminili della storia della filosofia, come la martire Edith Stein, morta ad Auschwitz un anno prima di lei, che trovava nell'empatia il modo di fare esperienza reale dell'altro.
In sintonia con Edward Carr, la Weil non concepisce la finalità morale in termini di diritti, bensì di doveri. In quest'ottica si colloca un'affermazione contenuta nei Quaderni, «Non credere di avere dei diritti», ispiratrice di parte del femminismo italiano, che invita a cogliere il valore delle differenze a partire da quella femminile, anziché accanirsi a rivendicare l'uguaglianza, pur nell'attenzione a tutte le disparità che, producendo squilibri, sollecitano la costruzione di ponti e mediazioni. Bisogna riconoscersi in dovere verso ciascun individuo, e verso l'essere umano in quanto tale: da qui il sottotitolo de La prima radice, che intende preludere a una «dichiarazione dei doveri verso la creatura umana». Tali doveri debbono essere indipendenti dagli usi e dalle convenzioni, e derivare dai «bisogni vitali» di ogni singola persona, nella consapevolezza che «mettere la verità prima della persona è l'essenza della bestemmia», secondo la tesi già espressa dalla pensatrice nel saggio La persona e il sacro.
Ella presenta i bisogni dell'animo come una sequenza di antonimie pitagoriche in reciproca armonia: sicurezza e rischio, uguaglianza e gerarchia, libertà e ubbidienza, ecc. Tra questi bisogni figura anche la «punizione», ma con la precisazione che essa dovrebbe colpire chi è al vertice, e non al fondo, della scala sociale. Dopo aver constatato lo sradicamento (déracinement) dei bisogni vitali nella società contemporanea, la Weil auspica il loro radicamento (enracinement) su un nuovo terreno che veda recuperato l'ideale dell'armonia cosmica.
La pensatrice ritiene che l'intelligibilità dell'universo sia l'unica vera dottrina greca, e che meriti di essere salvata. In altre parole, ella associa il genio greco alla capacità di vedere l'universo come un numero, un logos (λόγος), da cui trarre elementi per la conoscenza delle cose, determinate o indeterminate, situate sotto il medesimo tetto della necessità:
La scienza dovrebbe quindi essere, come la religione, un cammino verso Dio: «Una scienza che non ci accosta a Dio non vale niente». La Weil considera l'inimicizia fra scienza e religione «lo scandalo del pensiero moderno», perciò rimprovera a Cartesio l'idea del progresso, da lei definita «il veleno della nostra epoca». La scienza dovrebbe accettare i propri limiti, non avere velleità di dominio sulla natura né presumere di riuscire esaustiva, perché il suo compito è l'amore contemplativo del divino. Una nuova scoperta, o la soluzione di un problema, vanno semplicemente attese. La ricerca, invece, porta all'errore. Ella sottoscrive la massima di Francesco Bacone secondo cui «la natura può essere vinta solo ubbidendole» (Natura non nisi parendo vincitur), e ritiene che «questa formula così semplice dovrebbe costituire da sola la Bibbia della nostra epoca». La valenza purificatrice ch'ella attribuisce alla scienza – intesa, nel significato più autentico, quale disciplina per pensarci «dal punto di vista dell'essere», pervenendo così all'indifferenza verso noi stessi – svela un gusto spinoziano, che pare far capo alla quinta parte dell'Ethica, oltreché una sensibilità quietista. La pensatrice – la cui filosofia della scienza verrà pressoché ignorata – vorrebbe istituire una scienza cristiana, o meglio, fondata su quel che lei chiama «un cristianesimo incarnato»:
Armonia dei contrari è l'amicizia, ma è anche conoscere la realtà della guerra, che si rivela «la realtà più preziosa da conoscere, poiché la guerra è l'irrealtà stessa». Se si è obbligati a farla, la guerra non può essere a scopo di libertà, mentre può risultare onorevole una guerra senza coscritti, combattuta da volontari che liberamente scelgono di rischiare la propria vita, afferma la Weil, ammorbidendo con il tempo la posizione pacifista delle proprie Riflessioni sulla guerra. È significativo, in proposito, che ella definisca Lawrence d'Arabia come «l'unico, famosissimo personaggio storico, non dico dei nostri tempi, ma di tutti i tempi a me noti, che io amo e ammiro con tutto il cuore». Il buon patriottismo, per lei, non può trarre espressione dalla burocrazia statale, ma coincide con l'amore per l'intera umanità.

### Teologia mistica

Francobollo commemorativo con in calce la frase: «L'attenzione è la sola facoltà dell'anima che dà accesso a Dio»

Secondo il filosofo Augusto Del Noce, Simone Weil trova la propria collocazione nella storia della filosofia occidentale al punto estremo del pessimismo, dov'esso è infine «costretto» a rovesciarsi nella mistica, pur restando al bivio fra cristianesimo canonico e gnosticismo antico. Caratterizzata da un'esigenza di verità dedicata più all'attenzione che al progetto, ella affermò, fino agli ultimi giorni di vita, di provare un'intima e crescente lacerazione «dovuta all'incapacità [...] di pensare insieme nella verità la sventura degli uomini, la perfezione di Dio e il legame tra le due». Nella sua meditazione – sviluppatasi sotto la disciplina del vuoto, o distacco (détachement), da formare dentro di sé per lasciare spazio alla verità – è centrale il problema della tormentata relazione fra l'anima e Dio:
L'avvicinamento della Weil alla spiritualità francescana permetterà a Georges Hourdin di delineare un paragone tra lei e Francesco d'Assisi: «Da molto tempo esisteva una stretta complicità fra il figlio del commerciante di tessuti di lana che visse ad Assisi all'inizio del XIII secolo e la sindacalista rivoluzionaria, fra il fondatore della fraternità francescana e la professoressa di filosofia che nel XX secolo, fra le due guerre mondiali, chiede una risposta all'interrogativo posto dall'esistenza del dolore umano». Il pensiero della Weil, difatti, indagherà a fondo il dolore del creato, e insieme l'essere, tutte le creature, confacenti alla lode di Dio: «Mi sembra duro pensare che il rumore del vento tra le foglie non sia un oracolo; duro pensare che questo animale, mio fratello, non abbia anima; duro pensare che il coro delle stelle nei cieli non canti le lodi dell'Eterno».
La creazione è stata, per lei, una «follia» di Dio. Egli, per darci spazio, ha rinunciato a sé stesso, limitandosi tanto da privarsi di una parte dell'essere: «Ha potuto creare solo nascondendosi. Altrimenti ci sarebbe stato egli solo». Questo concetto è molto simile a quello di tzimtzum nella mistica ebraica luriana. Dio, come uno schiavo, si è incatenato alle leggi di necessità, che gli impediscono di intervenire nel mondo. Il mondo è dominato dalla forza, e la cultura stessa è fondata sulla forza; questa forza è la materia, l'orrore senza nome che tutto schiaccia. L'oggettività mostruosa del lavoro di fabbrica è una forma moderna ed estrema delle leggi meccaniche dell'universo, come la guerra e la malattia, sulle quali Dio non interviene. La Weil ritiene che la verità definitiva possa esserle rivelata, appunto, solo in «una delle forme estreme della sventura presente»:
Di fronte al dramma delle creature Dio tace, e il suo silenzio, colmo di significati, è la sua unica parola, tanto da spingere la Weil a preferire «la sua assenza alla presenza di chiunque altro». Ma nell'incarnazione e nell'abbandono di Cristo sulla croce, Dio stesso ha sofferto la condizione tragica dell'uomo. La sventura (malheur, traducibile anche in «sofferta infelicità») dell'essere umano è dover soggiacere a meccanismi fatali che gli impongono – oltre al dolore e all'umiliazione – il marchio della colpa, sicché «Dio ha dovuto incarnarsi e soffrire, per non essere inferiore all'uomo»; Cristo è «il giusto disprezzato, flagellato, abbandonato anche dagli dei». Nello strazio di Gesù, che grida «Dio mio, Dio mio, perché mi hai abbandonato?» la Weil individua «la vera prova che il cristianesimo è qualcosa di divino». Difatti, se l'anima emette quel grido e ancora non smette di amare, essa può trascendere la sventura, la gioia e la sofferenza, per accedere all'amore di Dio, giacché nel profondo della sventura splende la misericordia divina. È la medesima «intuizione precristiana» espressa dall'autore dell'Iliade, che, descrivendo la guerra e con essa un terrificante assetto della realtà, «ha amato abbastanza Dio per avere questa capacità. È questo infatti il significato implicito del poema e l'unica sorgente della sua bellezza; ma non è stato affatto capito». La materia e la necessità, la gravità e la pesantezza (pesanteur), sono opera di Dio, dunque l'ordine della natura merita di essere amato per la sua armonica obbedienza a Dio:
Per ricongiungersi a Dio, l'uomo è chiamato, a milioni d'anni dalla creazione, a compiere una nuova «follia»: immolarsi e accettare la propria sventura sino in fondo, affinché Dio possa donargli «la pienezza dell'essere». Accettare significa trasformare; significa trasfigurare la sofferenza in sacrificio che redime, nell'ammissione che «la nostra vita è impossibile [...]. Siccome siamo creature siamo contraddizione; perché siamo Dio e, al tempo stesso, infinitamente altro da Dio». La gratitudine, la compassione, l'amicizia, l'amore per la bellezza del creato, sono sentimenti sovrannaturali, «follie» protese a Dio. L'uomo è venuto al mondo unicamente per consentire a rinnegare sé stesso e cedere il passo all'amore di Dio, che è amore di Dio per Dio medesimo, perché «Dio solo è capace di amare Dio». Per tale ragione Cristo ha sentenziato che dobbiamo rinunciare a noi stessi: «Dio si è negato in nostro favore, per offrirci la possibilità di rinnegarci per lui». La nozione di «decreazione» (décréation) – che sembra avere come fonte la Cabala, sconosciuta però alla Weil – risulta centrale nella riflessione più matura della pensatrice, che si apre alla prospettiva di un volontario annullamento dell'io e del sé personale, pur senza un'abdicazione al «noi» collettivistico:
L'accesso alla verità, come la perfezione, è inattuabile attraverso il «noi». Se Bergson aveva esaltato la «vitalità» dei mistici, la Weil ritiene che, nel mondo, solo la morte sia vera, e che il compito dei mistici sia portare un autentico spirito di verità nella vita, in un'epoca in cui la sociologia comtiana, sostituendo la rivoluzione scientista a quella politica, ha realizzato un ateismo integrale; difatti, se il marxismo trasfigurava l'essere umano in una «realtà altra» proiettata nel tempo, il positivismo ha abolito ogni idea metafisica. Perduta così la nozione di «soprannaturale», ne è derivata una civiltà del «noi», la quale, ponendo il bene nella materia, costringe a trattare la persona come materia.

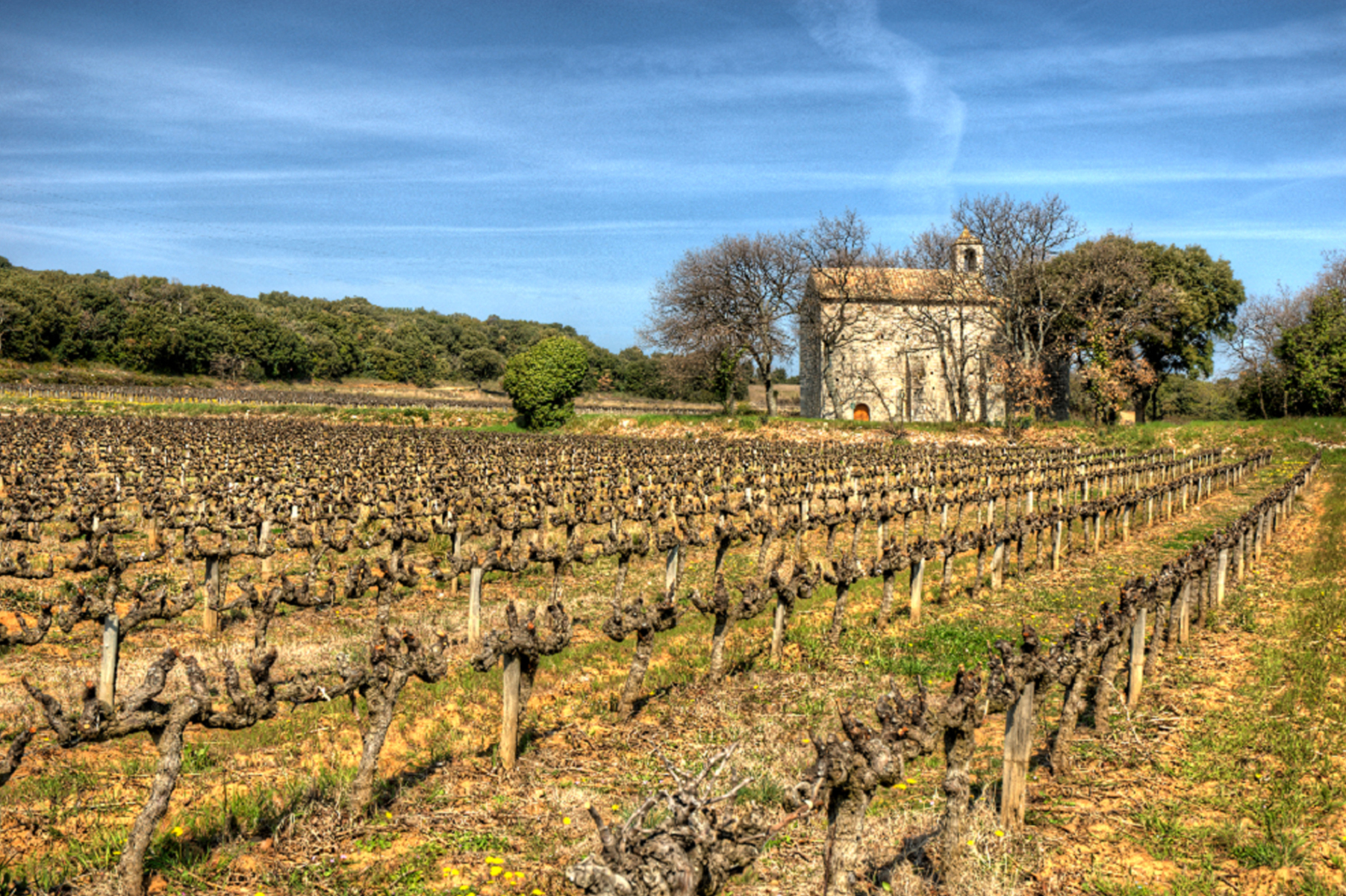
La cappella di Saint-Sulpice a Saint-Marcel-d'Ardèche, dove Simone Weil fu assunta come bracciante agricola da Gustave Thibon. Nonostante il suo pessimismo metafisico, la pensatrice scorgeva nel lavoro demacchinizzato la possibilità, scrive Alberto Melloni, «di fare proprio del maledetto lavoro della Genesi il luogo di benedizione che fa dell'individuo un essere amabile e sociabile».

A questa inesausta meditazione teologica, si accompagna il sempre più acuto interesse della Weil per la drammaturgia dell'antica Grecia, come testimonia l'impegno da lei profuso nella stesura e ristesura – fino agli ultimi mesi di malattia – dell'opera Venezia salva, rimasta incompiuta, che avrebbe dovuto riprendere «la tradizione della tragedia di cui l'eroe è perfetto». Ella scorgeva in Dioniso e Osiride – oltre che in Prometeo, «il dio crocifisso per aver amato troppo gli uomini» – delle prefigurazioni di Cristo, ed era solita ripetere a sé stessa il verso πάθει μάθος (pàthei màthos, «impara attraverso la sofferenza») dell'Agamennone di Eschilo auspicando una rinascita del teatro greco, poiché vedeva nella tragedia antica la forma più adatta a riflettere il sacro e nelle opere del passato un'ispirazione tesa a «far spuntare le ali contro la forza di gravità», secondo le parole del Fedro di Platone. Il cardinale Jean Daniélou osserverà, a tale riguardo, che ella si spinse a considerare Gesù il più perfetto degli archetipi eterni, ma non l'autore della irreversibile redenzione del tempo evangelizzata dalla Chiesa, e per questo la Weil non poté facilmente convertirsi, cioè passare «dalla religione alla rivelazione».
La sua concezione pessimista della Genesi – che associa la caduta dell'uomo alla creazione, piuttosto che a un peccato originale da questi liberamente commesso, come a intendere la creazione stessa alla stregua di una caduta – è peraltro influenzata dal frammento di Anassimandro, che vede nell'ápeiron (ἄπειρον) l'origine degli esseri, ma anche la loro necessaria distruzione, in quanto ogni nascita deve pagare il prezzo dell'ingiustizia che inevitabilmente produce. Al tempo stesso, riprendendo le teorie di Marcione, ella non ammette che l'autorità in nome della quale il popolo d'Israele, secondo l'Antico Testamento, si sentì legittimato a compiere stermini, possa essere riconducibile al vero Dio, e che anzi «l'avere scambiato Dio per l'autore di un tale comandamento sia stato un errore incomparabilmente più grave delle forme peggiori di politeismo e di idolatria». Ella ritiene, oltretutto, che le promesse rivolte a Israele dal Dio veterotestamentario siano «le stesse che», nelle tentazioni, «il demonio ha fatto a Cristo: "Ti donerò tutti questi regni..."».
In parallelo al recupero della «fonte greca» si sviluppa il suo interesse per la lingua occitana, specchio di una terra dove la vocazione ellenica aveva ritrovato la propria perfezione nel catarismo, un cristianesimo più greco che ebraico. Denis de Rougemont definisce, in proposito, la lirica occitana come il «linguaggio mascherato del manicheismo gnostico». La religione càtara – avendo costituito in Europa «l'ultima espressione viva dell'antichità preromana» – esprime per la Weil, oltre a un bisogno di purezza, «l'orrore della forza fino alla pratica della non violenza e fino alla dottrina che fa derivare dal male tutto quanto appartiene al dominio della forza, cioè tutto ciò che è carnale e tutto ciò che è sociale». Per lei, conoscere e rifiutare la forza è espressione dello stesso coraggio sovrannaturale che contraddistingue l'ispirazione greca, il che vuol dire, come a chiudere il cerchio, «spingersi lontano, ma non più lontano del Vangelo».

## Opere
Di seguito si riporta un elenco sintetico delle opere di Simone Weil, secondo l'ordine cronologico in cui sono state scritte, con i dati bibliografici relativi alle edizioni originali e alle prime traduzioni in lingua italiana.
- 1930-1942, Sur la science, Parigi, Gallimard, 1966[232]
Sulla scienza, Torino, Borla, 1971
- 1932-1939, Écrits historiques et politiques, Parigi, Gallimard, 1960[232]
parte in Sulla Germania totalitaria, Milano, Adelphi, 1990. ISBN 88-459-0736-8.
parte in Sulla guerra. Scritti 1933-1943, Milano, Pratiche, 1998. ISBN 88-7380-636-8.
- 1932, L'Allemagne en attente, in La Révolution prolétarienne n. 138, ottobre 1932;[233] poi in Écrits hist., op. cit.
- 1933, Le rôle de l'U.R.S.S. dans la politique mondiale, in École émancipée n. 42, luglio 1933;[234] poi in Écrits hist., op. cit.
- 1933, Allons-nous vers la révolution prolétarienne?, in La Révolution prolétarienne n. 158, agosto 1933;[235] poi in Écrits hist., op. cit.
- 1933, Réflexions sur la guerre, in La Critique sociale n. 10, novembre 1933;[28] poi in Écrits hist., op. cit.
- 1933-1934, Leçons de philosophie de Simone Weil (Roanne 1933-1934), Parigi, Plon, 1959[236]
Lezioni di filosofia 1933-1934, Milano, Adelphi, 1999. ISBN 88-459-1441-0.
- 1933-1943, Oppression et liberté, Parigi, Gallimard, 1955[237]
Oppressione e libertà, Milano, Edizioni di Comunità, 1956
- 1934, Réflexions sur les causes de la liberté et de l'oppression sociale, Parigi, Gallimard, 1955[232]
Riflessioni sulle cause della libertà e dell'oppressione sociale, in Oppressione e libertà, op. cit.
- 1934-1942, La condition ouvrière, introduzione di Albertine Thévenon, Parigi, Gallimard, 1951[238]
La condizione operaia, Milano, Edizioni di Comunità, 1952
- 1936, La vie et la grève des ouvrières métallos, in La Révolution prolétarienne n. 224, giugno 1936[66]
La vita e lo sciopero delle operaie metalmeccaniche, in La condizione operaia, op. cit.
- 1936-1942, La source grecque, Parigi, Gallimard, 1953[239]
La Grecia e le intuizioni precristiane, Torino, Borla, 1967
- 1937-1938, Sur les contradictions du marxisme, in Oppression et liberté, op. cit.[240]
- 1939-1940, L'Iliade ou le poème de la force, in Les Cahiers du Sud nn. 230-231, dicembre 1940 e gennaio 1941[241]
L'Iliade poema della forza, in La Grecia e le intuizioni precristiane, op. cit.
- 1940-1941, L'agonie d'une civilisation vue à travers un poème épique, in Le génie d'Oc et l'homme méditerranéen: numero speciale de Les Cahiers du Sud, 1943[240][242]
L'agonia di una civiltà nelle immagini di un poema epico, in I catari e la civiltà mediterranea, Genova, Marietti, 1996. ISBN 88-211-6110-2.
- 1940-1942, Cahiers, Parigi, Plon, 1951 (vol. 1); 1953 (vol. 2); 1956 (vol. 3)[238][243]
Quaderni, Milano, Adelphi, 1982 (vol. 1); 1985 (vol. 2); 1988 (vol. 3)
- 1940-1942, La pesanteur et la grâce, introduzione di Gustave Thibon, Parigi, Plon, 1947[237]
L'ombra e la grazia, Milano, Edizioni di Comunità, 1951
- 1940-1943, Poèmes, suivis de Venise sauvée, Parigi, Gallimard, 1968[87]
Venezia salva. Tragedia in tre atti, Brescia, Morcelliana, 1963
- 1941-1942, Attente de Dieu, Parigi, La Colombe, 1950[199]
L'attesa di Dio, Roma, Casini, 1954
- 1941-1942, Intuitions pré-chrétiennes, Parigi, La Colombe, 1951[238]
Intuizioni precristiane, in La Grecia e le intuizioni precristiane, op. cit.
- 1941-1942, Morale et littérature, in Les Cahiers du Sud n. 263, gennaio 1944[240]
Morale e letteratura, Pisa, ETS, 1990. ISBN 88-7741-391-3.
- 1941-1942, Pensées sans ordre concernant l'amour de Dieu, Parigi, Gallimard, 1962[237]
L'amore di Dio, Torino, Borla, 1968
- 1942, En quoi consiste l'inspiration occitanienne, in Les Cahiers du Sud n. 249, agosto - ottobre 1942[240]
L'ispirazione occitana, in I catari e la civiltà mediterranea, op. cit.
- 1942, Lettre à un religieux, Parigi, Gallimard, 1951[237]
Lettera a un religioso, Torino, Borla, 1970
- 1942-1943, La connaissance surnaturelle, Parigi, Gallimard, 1950[238][244]
Quaderni, vol. 4, Milano, Adelphi, 1993. ISBN 88-459-0927-1.
- 1942-1943, La personnalité humaine, le juste et l'injuste, in La Table ronde n. 36, dicembre 1950[244][245]
La persona e il sacro, in Morale e letteratura, op. cit.
- 1943, Écrits de Londres et dernières lettres, Parigi, Gallimard, 1957[114]
parte in Sulla guerra. Scritti 1933-1943, op. cit.
- 1943, L'enracinement. Prélude à une déclaration des devoirs envers l'être humain, Parigi, Gallimard, 1949[238]
La prima radice. Preludio a una dichiarazione dei doveri verso la creatura umana, Milano, Edizioni di Comunità, 1954
- 1943, Note sur la suppression générale des partis politiques, in La Table ronde n. 26, febbraio 1950;[246] poi in Écrits de Lon., op. cit.
Appunti sulla soppressione dei partiti politici, in Comunità n. 10, ottobre 1951